# Weltjugendstiltag
Der Welt-Jugendstiltag ist eine dem Jugendstil gewidmete Veranstaltung, die jährlich am 10. Juni gefeiert wird. Der erste Welt-Jugendstiltag 2013 wurde vom Ungarischen Museum für Kunstgewerbe (Budapest) (IMM) in Zusammenarbeit mit dem Szecessziós Magazin (einem ungarischen Magazin über Jugendstil) organisiert. Das gewählte Datum – der 10. Juni – ist der Todestag von zwei  Architekten der Bewegung, Antoni Gaudí und Ödön Lechner. Aktivitäten wie die am Welt-Jugendstiltag organisierten zielen darauf ab, das Bewusstsein der Öffentlichkeit für das Jugendstilerbe zu schärfen.
Die beiden größten Organisationen in Europa, die die Aktivitäten des Welt-Jugendstiltages koordinieren, sind die Art Nouveau European Route in Barcelona und das Réseau Art Nouveau Network (RANN) in Brüssel. Im Jahr 2019 wurde die Veranstaltung von der European Heritage Alliance unterstützt.